# Doris Wiesenbach
Doris Wiesenbach (Pseudonym: Isabella Bach; * in Frankfurt am Main) ist eine deutsche Schriftstellerin.

## Biografie
Doris Wiesenbach, in Frankfurt am Main geboren, arbeitete nach einem Dolmetscherstudium lange Jahre als Chefsekretärin bei internationalen Großbanken und Unternehmen. Sie schreibt Romane, Kurzgeschichten und Gedichte, liebt schräge Geschichten und Charaktere. Zuletzt erschien ihr Roman Leinwand ohne Gesicht (2022). Grenzenlos – Deutsch-deutsche Kurzgeschichten veröffentlichte sie 2014. Ihre beiden Kriminalromane Die stille Wut der Tante (2016) und VINDICTA – Strafe muss sein! (2014) erschienen unter dem Pseudonym Isabella Bach. Einige ihrer in Anthologien veröffentlichten Kurzgeschichten wurden prämiert.
Doris Wiesenbach lebt in Berlin.
Die Autorin ist Mitglied im „VS – Verband deutscher Schriftsteller“, im Autorenforum Berlin e. V.

## Werke
- Grenzenlos: deutsch-deutsche Kurzgeschichten. Anthea Verlag, Berlin 2014, ISBN 978-3-943583-31-1.
- Leinwand ohne Gesicht. Erstauflage Auflage. Kirschbuch Verlag, Hamburg 2022, ISBN 978-3-948736-22-4.
- Leinwand ohne Gesicht (Hardcover), ETICA MEDIA, 2024, ISBN 978-90-834242-3-1
- Das pure Leben (Hardcover), Böhland & Schremmer Verlag, Berlin, ISBN 978-3-943622-71-3

Als Isabella Bach: 
- Vindicta - Strafe muss sein: mörderische Leidenschaft; ein Kriminalroman. Marterpfahl-Verl, Nehren 2015, ISBN 978-3-944145-20-4.
- Die stille Wut der Tante: ein Berlin-Krimi (= Sutton Krimi). Sutton, Erfurt 2016, ISBN 978-3-95400-682-3.